# Damnacanthus giganteus
Damnacanthus giganteus är en måreväxtart som först beskrevs av Tomitaro Makino, och fick sitt nu gällande namn av Takenoshin Nakai. Damnacanthus giganteus ingår i släktet Damnacanthus och familjen måreväxter. Inga underarter finns listade i Catalogue of Life.